# Nicola Fontanive
Nicola Fontanive (* 25. Oktober 1985 in Agordo) ist ein ehemaliger italienischer Eishockeyspieler.

## Karriere
Nicola Fontanive begann seine Karriere als Eishockeyspieler beim HC Alleghe, für dessen Profimannschaft er von 2002 bis 2010 in der Serie A1, der höchsten italienischen Spielklasse, aktiv war. Die Saison 2010/11 verbrachte der Center bei Frisk Asker aus der norwegischen GET-ligaen. Für die Norweger erzielte er in insgesamt 36 Spielen 25 Scorerpunkte, davon neun Tore. Zur Saison 2011/12 kehrte er nach Italien zum HC Alleghe zurück. 2013 wechselte er zu Hockey Milano Rossoblu in die lombardische Metropole, die er nach zwei Jahren wieder verließ, um sich der SG Cortina anzuschließen. Nach der Saison 2016/17 beendete er seine aktive Karriere.

### International
Für Italien nahm Fontanive im Juniorenbereich an den U18-Junioren-Weltmeisterschaften der Division I 2002 und 2003 sowie den U20-Junioren-Weltmeisterschaften der Division I 2003, 2004 und 2005 teil. Im Seniorenbereich stand er im Aufgebot seines Landes bei den Weltmeisterschaften der Division I 2005, 2009, 2011 und 2013 sowie der Top-Division 2006, 2008, 2010, 2012 und 2014. 
Zudem vertrat er Italien bei den Olympischen Winterspielen 2006 in Turin und den Qualifikationsturnieren für die Winterspiele in Vancouver 2010 und in Sotschi 2014.

## Erfolge und Auszeichnungen
- 2005 Aufstieg in die Top-Division bei der Weltmeisterschaft der Division I, Gruppe B
- 2009 Aufstieg in die Top-Division bei der Weltmeisterschaft der Division I, Gruppe B
- 2011 Aufstieg in die Top-Division bei der Weltmeisterschaft der Division I, Gruppe A
- 2013 Aufstieg in die Top-Division bei der Weltmeisterschaft der Division I, Gruppe A